# マイルズのトゥモローランドだいさくせん
マイルズのトゥモローだいさくせん（Miles from Tomorrowland）は、アメリカ合衆国のディズニージュニアで2015年2月6日から2018年9月10日まで放送されたテレビアニメ。

## 解説
日本では2015年からディズニーチャンネルで放送され、現在はディズニージュニアで放送中。日本語版オープニングは奥田もといが担当。Youtubeのディズニー公式では第1話のみ配信されている。
シーズン3からは『マイルズのミッション・フォース・ワン（Mission Force One）』に改名し、アメリカでは同じくディズニージュニアで2017年10月16日から2018年9月10日まで放送され、日本ではディズニーチャンネルで2018年5月13日から2019年5月25日まで放送された。この2作品は現在、Disney+で配信されている。

## キャラクター
マイルズ・カリスト
声 - 久野美咲、英 - カレン・マッカーシー（シーズン1）、ジャスティン・フェルビンジャー（シーズン2-3）
ロレッタ・カリスト
声 - 下地紫野、英 - フィオナ・ビショップ
マイルズの姉。
フィービー・カリスト
声 - 樋口あかり、英 - オリヴィア・マン
マイルズの母、旧姓はベイフォン。
レナード・リオ・カリスト
声 - 相原嵩明、英 - トム・ケニー
マイルズの父。
ワトソン/クリック
声 - 多田野曜平、英 - デニー・ジェイコブ（ワトソン）、ディードリッチ・ベイダー（クリック）
ステラ
声 - 金野恵子、英 - グレイ・グリフィン

## エピソード

### マイルズのトゥモローだいさくせん
全53話と話数が少ないが、ディズニープラスでは全55話（シーズン1・全30話、シーズン2・全25話）が日本語吹き替え版で配信されている。
| #  | タイトル                                                           | 原題 |
| -- | ------------------------------------------------------------------ | ---- |
| 1  | シャトルを すくえ！ / うちゅうでサーフィン                         |      |
| 2  | こおりの わくせいへ / フリコラックスの こうげき                    |      |
| 3  | いどうする うみ / あたらしい ともだち                              |      |
| 4  | ゲームで しょうぶ！ / アラーバスのうみで なつやすみ                |      |
| 5  | アイオータをつかまえろ！ / たのもしいマーク                        |      |
| 6  | ステロスフィアを とりもどせ！ / かぞくを すくえ！                  |      |
| 7  | ちいさな かぞく / クアルコンと はなそう                            |      |
| 8  | キャプテンのひ / しょくぶつの わくせい                             |      |
| 9  | ゴルディロックス・ゾーン / しゃっくりの ちから                     |      |
| 10 | ぼくは うちゅうけいびたい / なぞの しんにゅうしゃ                  |      |
| 11 | マークがママ？ / うちゅうレース                                    |      |
| 12 | ペットロボの せわをしよう / ブラストボードで にげきろう！          |      |
| 13 | きょだいフレア / うちゅうの ごみ                                   |      |
| 14 | かいおうせいの けんきゅうじょ / スペクトリックス                   |      |
| 15 | おばけの しょうたい / あらしのよるの あんこくせいうん              |      |
| 16 | こおったレストラン / マルチベーター                                |      |
| 17 | ユーリの よる / ステラのアップグレード                             |      |
| 18 | きゅうしょうがつ / ホバーバイクの たび                             |      |
| 19 | スケリッグ・ローを さがすたび / エルロンを まもろう！              |      |
| 20 | しょうわくせいの しょうとつ / マークは じしゃく？                  |      |
| 21 | うちゅうツルゴケ / いなくなったクマムシ                            |      |
| 22 | マイルズたい かせいのかざん / かせいで たからさがし                |      |
| 23 | ロレッタの だいはっけん / スノーグローブ                           |      |
| 24 | いがいな みかた / スカイベーター                                   |      |
| 25 | きょうりゅうの せかい / エクソフレックス・チーム                   |      |
| 26 | めいおうせいを すくおう / のっとられたソーラーとっきゅう           |      |
| 27 | ロボットどろぼう / クァンタム・カップ                              |      |
| 28 | でんせつの サンデライオン / アトランティックスの なぞ              |      |
| 29 | テソスケープは おおさわぎ / かいたくしゃからのメッセージ           |      |
| 30 | ブラックホールの ひみつ                                            |      |
| 31 | キャプテン・マイルズ / スポットをみつけだそう                      |      |
| 32 | ふたごの こもり / うちゅうケイビング                               |      |
| 33 | さいこうのペットロボ / しごとの ひ                                 |      |
| 34 | おおきな おともだち / ペンギンロボの だいこうしん！                |      |
| 35 | ジェット・レトログレードの だいぼうけん / ちいさなエイリアン       |      |
| 36 | おおどろぼう こきょうへかえる / きょくちょうを すくえ！            |      |
| 37 | ギャラクシアスの ぼうけん / たいようを めざせ                      |      |
| 38 | ぎんががっこうのクラスメート / みずのなかのマイルズ                |      |
| 39 | ぎんがはくらんかい / こどもはつめいかコンテスト                    |      |
| 40 | ものづくりの ひ / アイオータの おおそうじ                          |      |
| 41 | おもいでの うちゅうせん / マークを さがせ                          |      |
| 42 | うちゅうの たからもの / ジェット・レトログレード だいかつやく！    |      |
| 43 | ブロップスバーグの だいていでん / ロボットを とりもどせ！          |      |
| 44 | ノリノリの ぼうけん / ルマロを まもれ！                            |      |
| 45 | ぬすまれたギャラクテック・グローブ / フロストかんたいを おいかけろ |      |
| 46 | ブルームーンの かわくだり / すすめ！ジェマたいちょう               |      |
| 47 | きょうりゅうの なぞ                                                |      |
| 48 | きょうりゅう どろぼう / ねるじかんまで あと9ふん                   |      |
| 49 | あらしのうみの ぼうけん / ロレッタのブレスレックス                 |      |
| 50 | ゲームをつくろう / やんちゃな あかちゃん                           |      |
| 51 | エウロパの うみのひみつ / こおりのなかの たたかい                  |      |
| 52 | ペットロボの ひ / きえたカリストたち                               |      |
| 53 | プレクトリックスを さがせ / おかえり ミス・ベーカー                |      |

### ミッション・フォース・ワン
ディズニープラスでは全21話が配信されている。
| #  | タイトル                                                                    | 原題 |
| -- | --------------------------------------------------------------------------- | ---- |
| 1  | ソーラーとっきゅうを とりもどせ！ / いけ ミッション・ペット・ワン！         |      |
| 2  | ひみつこうじょうを さがせ！ / たんさロボを とめろ！                         |      |
| 3  | トゥモローランドからの しんりゃくしゃ / マウンテン・クラッシャーの こうげき |      |
| 4  | ジーニスを まもれ！ / ミッション・フォース・プラス・ワン                    |      |
| 5  | インファーニアのマグスティード                                              |      |
| 6  | そうなんせんからのメッセージ / みのなるきを とどけよう                      |      |
| 7  | うちゅういちの わるもの / グーポポリスの だいじけん                         |      |
| 8  | さいきょうのトレーニング・ロボット / きょくちょうたちが だいピンチ          |      |
| 9  | わくせいクランクルのゴミモンスター / うばわれた ていこく                    |      |
| 10 | ジーノが あぶない / だいだっしゅつ                                          |      |
| 11 | グレンデルの うごくおしろ / スーパー・ギャドフライ                          |      |
| 12 | おっとビックリ！ / うるさいロボット                                         |      |
| 13 | みえない わくせい / そっくりさんロボ                                        |      |
| 14 | マリソンのペット / さいごのガーディアン                                     |      |
| 15 | かけがえのない ともだち / ふしぎな きゅうじょしんごう                       |      |
| 16 | わるものフォース・ワン / わるものフォース・ツー                             |      |
| 17 | グルーブスターさくせん / スーツを とりもどせ！                              |      |
| 18 | かこと みらいを つないで                                                    |      |
| 19 | アグロの うた / あつい うみ                                                 |      |
| 20 | チームワークの ちから / クモがたロボの こうげき                             |      |
| 21 | さいごの たたかい                                                           |      |